# Reprezentacja Anglii w rugby 7 kobiet
Reprezentacja Anglii w rugby 7 kobiet – zespół rugby 7, biorący udział w imieniu Anglii w meczach i sportowych imprezach międzynarodowych, powoływany przez selekcjonera, w którym mogą występować wyłącznie zawodnicy posiadający obywatelstwo tego kraju, mieszkający w nim, bądź kwalifikujący się ze względu na pochodzenie rodziców lub dziadków. Za jego funkcjonowanie odpowiedzialny jest Rugby Football Union, członek Rugby Europe oraz World Rugby.
Drużyna w sezonie 2011/2012 uczestniczyła w IRB Women’s Sevens Challenge Cup, przegrywając w finale pierwszego z turniejów tego cyklu z Kanadą, triumfując w pozostałych dwóch – w Hongkongu i Londynie. W sezonie 2012/2013 była jednym ze stałych uczestników cyklu IRB Women’s Sevens World Series, w którym zajęła w końcowej klasyfikacji drugie miejsce zwyciężając w jednym z turniejów.
Po raz pierwszy profesjonalne kontrakty zawodniczki otrzymały w sezonie 2014/2015.

## Turnieje

### Udział wPucharze Świata
| Rok  | Wynik           | Źródło |
| ---- | --------------- | ------ |
| 2009 | 5 (Plate)       |        |
| 2013 | 6 (finał Plate) |        |
| 2018 | 9.              |        |
| 2022 | 8.              |        |

### Udział wWorld Rugby Women’s Sevens Series
| Rok       | Wynik | Źródło |
| --------- | ----- | ------ |
| 2012/2013 | 2.    |        |
| 2013/2014 | 4.    |        |
| 2014/2015 | 4.    |        |
| 2015/2016 | 4.    |        |
| 2016/2017 | 8.    |        |
| 2017/2018 | 8.    |        |
| 2018/2019 | 6.    |        |
| 2019/2020 | 8.    |        |
| 2021/2022 | 9.    |        |

### Udział wmistrzostwach Europy
| Rok  | Wynik | Źródło |
| ---- | ----- | ------ |
| 2003 | –     |        |
| 2004 | 1.    |        |
| 2005 | 1.    |        |
| 2006 | 2.    |        |
| 2007 | 2.    |        |
| 2008 | 1.    |        |
| 2009 | 1.    |        |
| 2010 | 5.    |        |
| 2011 | 1.    |        |
| 2012 | 1.    |        |
| 2013 | 2.    |        |
| 2014 | 3.    |        |
| 2015 | 4.    |        |
| 2016 | –     |        |
| 2017 | 4.    |        |
| 2018 | 6.    |        |
| 2019 | 8.    |        |
| 2021 | –     |        |
| 2022 | –     |        |

### Udział wIgrzyskach Wspólnoty Narodów
| Rok  | Wynik | Źródło |
| ---- | ----- | ------ |
| 2018 | 3.    |        |
| 2022 | 5.    |        |